# 原一貴
原 一貴（はら かずたか、1986年2月28日 - ）は、地方競馬の兵庫県競馬組合・西脇馬事公苑、坂井光政厩舎所属の元騎手である。勝負服の柄は白・赤星散らし。兵庫県出身。血液型A型。地方競馬教養センター騎手課程第81期生。

## 来歴
2005年3月31日付けで地方競馬騎手免許を取得。同年4月19日第2回園田競馬1日目第2競走F52組3歳条件戦ハヤテユジンで初騎乗（11頭立て4番人気11着）。同年5月25日第5回園田競馬2日目第4競走C12組4歳以上条件戦をシルクフィラメントで優勝し、初勝利（10頭立て9番人気）。
2005年8月2日第10回園田競馬1日目第5競走C12組4歳以上条件戦ミハタバリュウの騎乗（11頭立て1番人気3着）を最後に騎手免許を返上し廃業、引退した。
地方通算成績は58戦2勝・2着1回・3着2回・勝率3.4%・連対率5.2%